# Salticus falcarius
Salticus falcarius là một loài nhện trong họ Salticidae.
Loài này thuộc chi Salticus. Salticus falcarius được Nicholas Marcellus Hentz miêu tả năm 1846.